# Nîjni Vorota, Voloveț
Nîjni Vorota (în ucraineană Нижні Ворота) este localitatea de reședință a comunei Nîjni Vorota din raionul Voloveț, regiunea Transcarpatia, Ucraina.

## Demografie
Componența lingvistică a localității Nîjni Vorota
     Ucraineană (99,04%)
     Alte limbi (0,88%)
Conform recensământului din 2001, majoritatea populației localității Nîjni Vorota era vorbitoare de ucraineană (99,04%), existând în minoritate și vorbitori de alte limbi.